# You Raise Me Up
«You Raise Me Up» es una canción compuesta por Secret Garden, con letra de Brendan Graham, interpretada por el dúo Secret Garden con más de un centenar de versiones. 

## Versiones
Ha sido grabada por más de cien artistas que incluyen Josh Groban, quien la popularizó en 2003; la banda irlandesa Westlife hizo su versión en el Reino Unido dos años más tarde; o Il Divo en 2006, que la incluyó en su disco Siempre bajo el título «Por ti Seré».
También se popularizó en Cataluña la versión de Sergio Dalma con la escolanía de Montserrat (publicada el 2013) nombrada Em dones força
«You Raise Me Up» es interpretada como himno contemporáneo en servicios religiosos. Se utilizó para la serie de animé Romeo x Juliet con un tono más relajado.
Otra cantante que la hizo popular en 2005 fue el Inglés Rusell Watson, que la incluyó en su disco como agradecimiento a una penosa enfermedad por la que atravesó.
Martin Hurkens la volvió ahora más popular en su versión hecha en un boulevard de Holanda y paisajes de china más otros países en la que está siendo vista millones de veces a nivel mundial con una demostración lírica impecable

## De fondo
La canción fue escrita como una pieza instrumental titulada "Silent Story." Partes de la melodía (en especial la frase de apertura de su coro) se parece a la tonada irlandesa tradicional Londonderry Ayre, conocida como la tonada habitual a la canción de 1910 Danny Boy. El músico noruego Løvland le pidió a Brendan Graham escribir la letra.